# Minimilönedirektivet
Minimilönedirektivet är ett europeiskt direktiv som syftar till att, i viss mån, reglera minimilöner inom Europeiska unionen. Förslaget till direktiv presenterades av Europeiska kommissionen den 28 oktober 2020 och utfärdades av Europaparlamentet och Europeiska unionens råd den 19 oktober 2022. Det grundar sig på artikel 153 i fördraget om Europeiska unionens funktionssätt som reglerar unionens socialpolitik.
Direktivet innehåller bland annat bestämmelser som innebär att de medlemsstater som har minimilöner enligt nationell lagstiftning måste vidta alla nödvändiga åtgärder för att minimilönenivån ska säkerställa en hög arbets- och levnadsnivå och social sammanhållning. Varje medlemsstat får definiera innebörden av adekvata minimilöner i enlighet med nationell praxis. Direktivet innehåller även en bestämmelse som innebär att det inte ska påverka lönebildningen i de medlemsstater där minimilöner inte existerar i den nationella lagstiftningen på grund av att lönebildningen sker uteslutande av arbetsmarknadens parter. Dirktivet innebär ingen harmonisering av minimilöner inom unionen.
Om kollektivavtalens täckningsgrad i en EU-stat skulle sjunka så att avtalen omfattar mindre än 80 procent av arbetstagarna krävs enligt minimilönedirektivet statliga åtgärder för att öka täckningsgraden så att den når upp till 80-procentsnivån.
Minimilönedirektiv har kritiserats bland annat av den svenska arbetsmarknadens parter, som menar att direktivet kan komma att påverka lönebildningen enligt den svenska modellen. Vidare har direktivet kritiserats för att bryta mot subsidiaritetsprincipen samt den särskilda bestämmelse i artikel 153.5 i fördraget om Europeiska unionens funktionssätt som föreskriver att artikeln inte ska tillämpas på löneförhållanden. Kommissionen von der Leyen I har å sin sida menat att direktivet behövs för att upprätthålla adekvata minimilöner på den inre marknaden, men att den rättsliga grunden för direktivet är ”komplex”. Europeiska socialdemokratiska partiet har stött direktivet, som de kallat ”historiskt”. Svenska Socialdemokraterna har däremot varit emot direktivet.
För att träda i kraft var förslaget till direktiv tvunget att godkännas av Europaparlamentet och Europeiska unionens råd i enlighet med det ordinarie lagstiftningsförfarandet. Den 7 juni 2022 nådde de två lagstiftande institutionerna en kompromiss om förslaget. Direktivet utfärdades den 19 oktober 2022, offentliggjordes i Europeiska unionens officiella tidning den 25 oktober 2022 och ska vara genomfört i medlemsstaternas nationella lagstiftning senast den 15 november 2024.
Både Danmark och Sverige röstade emot direktivet vid dess antagande. Båda ländernas regeringar menade att antagandet av direktivet inte skedde i enlighet med unionens fördrag. I april 2023 väckte Danmark talan om ogiltigförklaring vid EU-domstolen.